# モンタージュ
モンタージュ（montage）は、映画用語で、視点の異なる複数のカットを組み合わせて用いる技法のこと。元々はフランス語で「（機械の）組み立て」という意味。映像編集の基礎であるため、編集と同義で使われることも多い。

## 解説
フィルムのつなぎ合わせが独自の意味をもたらすことは、映画の創成期から知られていた。たとえば米国エジソン社の『メアリー女王の処刑 (The Execution of Mary Stuart) 』（1895）では、撮影途中でわざとカメラを停止する「中止め」を用いて、首がギロチンで落ちるショッキングな演出を行った。また、映画の魔術師と呼ばれるメリエスは、編集によってさまざまな映像的トリックを試みただけでなく、『月世界旅行（Le voyage dans la Lune）』（1902）の最後のシーンでは「コマ撮り」のアニメーションを実現している。
この後のモンタージュ技法は、純丘曜彰によれば、大きく2つの方向へ分岐するとされる。一方はソ連の映画監督セルゲイ・エイゼンシュテインに代表されるエイゼンシュテイン・モンタージュであり、他方は米国の映画監督D・W・グリフィスに代表されるグリフィス・モンタージュである。
エイゼンシュテイン・モンタージュは、当時流行し始めたソシュールの構造主義の影響を受け、台本の言語的要素を映像に置き換えて編集していく手法であり、エイゼンシュテインの映画『戦艦ポチョムキン』の「オデッサの階段」がその典型とされる。
グリフィス・モンタージュは、ジークムント・フロイトの影響を受けたコンスタンチン・スタニスラフスキーの演出論に基づくものであり、俳優たちを特殊な状況に陥れた実際を、複数のカメラを用いたマルチ・カヴァレッジによって同時撮影し、その時間尺を変えることなく多面的な視点を取り入れて線形に編集していく手法であり、グリフィスの『イントレランス』のスペクタクルシーンがそのはじまりとされる。
その後、エイゼンシュテイン・モンタージュは、共産主義におけるエンゲルスの質的弁証法の応用として、ソ連およびフランスにおいて支持され、同様に、日本の映画業界においても、映画編集理論の主流とされた。たとえば、小津安二郎は代表作『東京物語』において別撮りのカット・バックを多用している。バンクを用いる日本のアニメもこの系統に属する。また、理論的には、メッツらの映像記号論に継承されて研究されていく。
また、グリフィス・モンタージュは、当初は多大な撮影予算がかかるために敬遠されてきたが、日本の黒澤明が代表作『七人の侍』の戦闘シーンでそのすごみを見せつけた。当初、記録媒体を持たなかったテレビも、複数のカメラで同時撮影し、サブ（副調整室）におけるスィッチングで同時編集していくため、このスタイルを採ることが多かった。おりしもロシア革命とスターリニズムから大量亡命でスタニスラフスキーの演出論は、戦後、故国ソ連よりも米国で定着し、マーロン・ブランドなどの俳優に大きな影響を与えていた。フランシス・フォード・コッポラはあくまでエイゼンシュテイン・スタイルを好んだが、その次世代のスティーヴン・スピルバーグらは、黒澤の感化を受けてグリフィス・スタイルを多用し、今日、デジタル撮影の普及もあって、これがハリウッドの標準編集形態となっている。
中条省平はフラッシュバックに力点をおく「リズミカルなモンタージュ」は、大正末期の日本映画で大流行し、乱用される傾向があった。時代劇の剣戟場面にも激しいフラッシュバックが応用され、のちに「チャンバラ・モンタージュ」とさえ呼ばれたという。